# Société Nationale des Chemins de fer du Congo
| Nationale Eisenbahn des Kongo          | Nationale Eisenbahn des Kongo |
| -------------------------------------- | ----------------------------- |
| Gare de Lubumbashi                     |                               |
| Das theoretische Streckennetz der SNCC |                               |
| Streckenlänge:                         | 5033,0 km                     |
| Stromsystem:                           | 25 kV 1/50 Hz ~               |
| Streckengeschwindigkeit:               | 15 km/h                       |
|                                        |                               |

Die Société Nationale des Chemins de fer du Congo (Nationale Eisenbahngesellschaft des Kongo, abgekürzt SNCC) ist ein staatliches Unternehmen der Demokratischen Republik Kongo zum Betrieb von Eisenbahnen, Häfen, Schifffahrts- und Autobuslinien des Landes.
Die SNCC betreibt unter anderem die Flusshäfen Ilebo, Kisangani, Kindu und Ubunu sowie den Hafen Kalemie am Tanganjikasee.

## Streckennetz
Das Streckennetz der SNCC umfasst theoretisch 5.033 km mit verschiedenen Spurweiten, die alle noch aus der Kolonialzeit stammen und zumeist in desolatem Zustand oder zum Teil gar nicht mehr befahrbar sind.

### Westen
Eine 366 km lange Strecke führt von Kinshasa zum Atlantikhafen von Matadi. Dort können Binnenschiffe beladen werden, was die Verbindung zwischen diesem Haupthafen für Hochseeschiffe und dem Binnenland am schiffbaren Kongo gewährleistet. Diese Strecke wird jedoch von der ebenfalls staatlichen ONATRA im Auftrag der SNCC betrieben. Zusammen mit der in den 1980er-Jahren abmontierten 136 km langen Mayumbe-Bahn (Spurweite 615 mm) bildete sie die Region West.

### Osten
Eine 125 km lange Meterspur-Strecke führt von Kisangani unter Umfahrung der Stanleyfälle nach Ubundu. Zur Betriebsregion Ost mit Sitz in Kalemie gehören auch noch 1163 km Kapspurstrecken weiter südlich (ehemalige Grosse Seen-Bahn). Über eine Fährverbindung auf dem Tanganjikasee besteht hier Anschluss an das tansanische Eisenbahnnetz, das von Kigoma auch bis nach Daressalam und zum Hafen Daressalam führt. Der anhaltend schlechte Streckenzustand und die Frachttarife haben hier den Straßentransport schon länger zur attraktiven Alternative erwachsen lassen. Die Weltbank unterstützt mit einem 8-Jahresplan die Revitalisierung des Streckennetzes. Aus dem kongolesischen Finanz- und dem Transportministerium standen insgesamt Mittel im Wert von 631 Millionen Dollar zur Verfügung. Im Jahr 2015 konnte die erste von aus China gekaufte Lokomotive in Lubumbashi in Betrieb genommen werden.

### Süden und zentrale Landesteile
Im Südosten des Landes umfasst das Streckennetz 3.516 km. Dies Netz verbindet die rohstoffreiche Region Katanga direkt mit den Eisenbahnen von Sambia (Zambia Railways) bei Kasumbalesa, Angola (Benguelabahn) bei Dilolo, und indirekt auch mit denen von Südafrika (Transnet), Namibia (TransNamib), Simbabwe (National Railways of Zimbabwe), Malawi (siehe auch: Schienenverkehr in Malawi), Mosambik (Caminhos de Ferro de Moçambique) und mit der TAZARA. Betrieblich ist dieses Netz aufgeteilt in die Region Ost (siehe oben); Zentrum in Kanaga, 978 km Kapspurstrecken und Süd in Likasi, welche 1377 km Kapspurstrecken umfasst. In der Region Süd sind 858 km mit Einphasen-Wechselstrom 50 Hz 25 000 V elektrifiziert. Die Einteilung in diese Regionen geht im Wesentlichen auf die Vorgängergesellschaften zurück.

### Norden
Im Norden, in der Provinz Orientale führt die Hauptlinie der 1.026 km langen Vicicongo-Strecken vom Kongo in Richtung der Goldminen von Kilo-Moto, endet jedoch bereits in Mungbere. Die Linie wurde jedoch Anfang der 2000er-Jahre letztmals durchgehend von einem Zug befahren. Dieses Netz (Betriebsregion Nord, Isiro) wurde Ende der 1990er-Jahre unter dem Namen Uelle-Bahnen (CFU) ausgegliedert und direkt dem Portefeuille-Ministerium unterstellt.

### Nahverkehr
Darüber hinaus gibt es noch zwei kleine Vorortnetze (chemin de fer urbain) von 75 km in Kinshasa (ONATRA) und von 10 km von Lubumbashi (SNCC).

## Rollmaterial
|                    | 1978 | 2005 |
| Diesellokomotiven  | 241  |      |
| Elektrolokomotiven | 61   |      |
| Dieseltriebwagen   | 20   |      |
| Personenwagen      | 304  |      |
| Güterwagen         | 8691 |      |
| Dienstwagen        | 904  |      |

Im Oktober 2023 erhielt die SNCC 22 neue klimatisierte Personenwagen sowie 100 Containerwagen.

## Geschichte

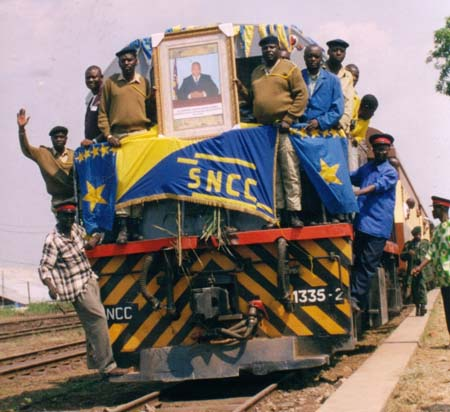
Eröffnungszug in Kindu nach Wiederherstellung der Strecke 2006

Die SNCC wurde durch das Gesetz Nr. 74/027 vom 2. Dezember 1974 ins Leben gerufen. Ihre Aufgaben wurden durch die Dekrete Nr. 0050 vom 7. November 1995 und 070/2002 vom 24/06/2002 modifiziert und vervollständigt. Das Gesetz Nr. 78/002 vom 6. Januar 1978 unterwirft sie dem Recht öffentlicher Unternehmen, was im Einzelnen durch die Verfügung Nr. 78/207 vom 5. Mai 1978 hinsichtlich der Statuen der Gesellschaft und durch Dekret Nr. 0050 vom 7. November 1995 modifiziert worden ist. Die Entwicklung zuvor war wie folgt:
- 1902: Gründung der Compagnie de Chemin de Fer du Katanga (C.F.K.)
- 1906: Gründung der Compagnie du Chemin de Fer du Bas-Congo au Katanga (B.C.K.)
- 1927: Gründung der Société de Chemin de Fer Léopoldville-Katanga-Dilolo (L.K.D.)
- 1952: Fusion von L.K.D. und C.F.K. zur Compagnie de Chemin de Fer du Katanga-Dilolo-Léopoldville (K.D.L.)
- 1961: Teilung der B.C.K. in Alte B.C.K. nach belgischem Recht und einer Neuene B.C.K. nach kongolesischem Recht.
- 1970: Wiederaufnahme aller Aktivitäten der neuen B.C.K. durch die Société Congolaise K.D.L., die aus der Compagnie de Chemin de Fer Kinshasa-Dilolo-Lubumbashi entstanden ist.
- 1974: Fusion der K.D.L., C.F.L, (Office Congolais des Chemins de Fer des Grands Lacs), C.V.Z. (Chemins de Fer Vicinaux du Zaïre), C.F.M.K. (Chemin de Fer Matadi-Kinshasa) et C.F.M. (Chemin de Fer de Mayombe) zur Société Nationale des Chemins de Fer Zaïrois (S.N.C.Z.)
- 1991: Auflösung der S.N.C.Z., Gründung der S.N.C.Z. Holding und ihrer Tochterunternehmen O.C.S. (Office des Chemins de Fer du Sud, französisch für Amt der Südbahn), SFE (Société des Chemins de Fer de l’Est, französisch für Ostbahngesellschaft) et C.F.U. (Office des Chemins de Fer des Ueles, französisch für Uele-Bahnen).
- 1995: Im November 1995 Auflösung der SNCC/Holding und ihrer Tochterunternehmen, Unterzeichnung eines Vertrages über die Nutzung der Eisenbahnen durch die private Gesellschaft SIZARAIL, die 1997 aufgelöst wurde, nachdem die Rebellen von Laurent-Desiré Kabila dem SIZARAIL-Direktor Patrick Claes exakt 24 Stunden gaben, um die Koffer zu packen.[12] Weil südafrikanische Diamantenfirmen mit Mobutu zusammengearbeitet hatten, durfte es kein südafrikanisches Bahnmanagement mehr geben. In der Folge sackten die Gütertonnagen von über 550.000 Tonnen pro Semester[13] auf gerade noch 1.559 Tonnen im Folgejahr.[14] Das waren gerade noch 14 Prozent des unter südafrikanischer Leitung generierten Transportvolumens. Es ist seither weiter gesunken, manche Strecken können mangels unterhaltenen Rollmaterials nicht mehr oder nur noch alle paar Monate befahren werden.[15]
- 1997: Wiederaufnahme aller Aktivitäten durch die SNCC.

Aktien der ursprünglichen Eisenbahngesellschaft Chemins de Fer Katanga Dilolo Léopoldville (KDL) über 2.304.023.500 Franc sind heute antiquarisch als Non-Valeurs erhältlich.